# Knowledge Interchange Format

## Що це?
Knowledge Interchange Format (KIF) є мовою, призначеною для використання в обміні інформацією між різнорідними системами комп'ютера (створені різними програмістами, в різний час, на різних мовах, і так далі).
KIF не призначений для ролі основної мови для взаємодії з користувачами (людьми) хоча він може бути використаний для цієї мети). Різні комп'ютерні системи можуть взаємодіяти з користувачами (людьми) в будь-якій формі, що відповідають їх додаткам (наприклад, Пролог, концептуальні графи, природна мова і т.д.).
KIF також не призначений для внутрішнього представлення знань в комп'ютерних системах і в тісно пов'язаних з ними підсистемах (хоча дана мова може бути використаний для цієї мети). Як правило, коли комп'ютер читає базу даних в KIF, він перетворює ці дані у свої внутрішні форми (спеціалізовані структури-покажчики, масиви, і т.д.). Всі обчислення проводяться за допомогою цих внутрішніх представлень. Коли комп'ютерна система повинна взаємодіяти з іншими комп'ютерними системами, вона переводить свої внутрішні структури даних в KIF.

## Ціль
Мета KIF трохи схожа на мету Postscript. PostScript зазвичай використовується в системах, що редагують текст чи графічну інформацыю, для передачі інформації про документ принтерам. Незважаючи на те, що даний формат не такий наочний, як WYSIWYG дисплей чи спеціалізоване ПО, Postscript є достатньо зручним представленням для забезпечення незалежного розвитку програм-редакторів і принтерів.

## Синтаксис
Як і багато комп'ютерно-орієнтованих мов, синтаксис KIF найбільш легко поділити на три шари. По-перше, основні символи мови. Ці символи можуть бути об'єднані в лексеми. Нарешті, лексеми мови можуть бути об'єднані в граматично правильні вирази. 

## Споріднене ПО
- Prologic стандартна система представлення знань, сумісна з KIF
- EPILOG загальна lisp-система виведення, сумісна з KIF
- JKP - Java Kif Parser
- C parser для Knowledge Interchange Format
- IBM Agent Building Environment—інструментарій для створення інтелектуальних агентів